# 小林史子 (アーティスト)
小林 史子（こばやし ふみこ、1977年 - 2016年1月）。日用品を使ったインスタレーションで知られる、国内外で活躍した現代アーティスト。

## 概要
小林史子は1977年、東京で生まれる。2003年、東京藝術大学美術学部絵画科油画専攻（中村政人研究室）の卒業時に、サロン・ド・プランタン賞を受賞。2004年からはバウハウス大学造形学部と交換留学をし、2006年に東京藝術大学大学院美術研究修士課程壁画専攻を修了。2007年に応募した『Re-Act 新・公募展2007』（広島市現代美術館）ではRe-act市民賞を受賞。卒業後は、2009年にポーランドのポズナン国際彫刻展やドイツで個展「トラベリング・ノーリターン」、2012年に韓国国立現代美術館でおこなわれた核の安全について問う交流展「Nuclear Security Summit」に椿昇らと参加するなど、国内のみならず海外での活動を精力的に行う。小林史子は扱う日用品はそのものの用途から切り離した文脈で用い、巨大なインスタレーションへと再構築する。『六本木クロッシング2013』（森美術館）では、アーティストの身の回りの素材としての椅子と衣類を6メートル四方の巨大な壁面に仕立て上げている。キュレーターの高橋瑞木は「物は有り余るほどある豊か（なのに／だから）、実用的な機能のないオブジェを生産し、保管する空間や精神的な余裕はないという矛盾した今日の状況が、作品を儚いものにする」という。

## 主な個展
- 2012年『A New Constellation-seoul』韓国国立現代美術館 Edu Studio
- 2012年『Over The Horizon』東京都現代美術館ブルームバーグパヴィリオン[6]
- 2009年『Homming』ペルージ現代美術ギャラリー、イタリア
- 2005年『Lill's Raum's Fumiko's Faum』Steuben Str.40、ドイツ

## 主なグループ展
- 2015年『Translation Theme Park』ウブサラ美術館（スウェーデン語版）、スウェーデン[7]
- 2014年『空想する都市：空間の再分配』3331 Arts Chiyoda、東京[8]
- 2011年『クワイエット・アテンションズ』水戸芸術館現代美術センター、茨城[9]